# Biatlon az 1976. évi téli olimpiai játékokon
Az 1976. évi téli olimpiai játékokon a biatlon versenyszámait február 6. és 13. között rendezték Seefeldben. 2 férfi versenyszámban osztottak érmeket.

## Részt vevő nemzetek
A versenyeken 18 nemzet 74 sportolója vett részt.
- Ausztria (AUT) (4)
- Bulgária (BUL) (2)
- Csehszlovákia (TCH) (5)
- Egyesült Államok (USA) (5)
- Finnország (FIN) (4)
- Franciaország (FRA) (5)
- Japán (JPN) (5)
- Kínai Köztársaság (ROC) (2)
- Lengyelország (POL) (4)
- Nagy-Britannia (GBR) (4)
- NDK (GDR) (5)
- NSZK (FRG) (6)
- Norvégia (NOR) (4)
- Olaszország (ITA) (4)
- Románia (ROU) (4)
- Svájc (SUI) (3)
- Svédország (SWE) (4)
- Szovjetunió (URS) (4)

## Éremtáblázat
(Az egyes számoszlopok legmagasabb értéke vagy értékei vastagítással kiemelve.)
| Az 1976. évi téli olimpiai játékok éremtáblázata biatlonban | Az 1976. évi téli olimpiai játékok éremtáblázata biatlonban | Az 1976. évi téli olimpiai játékok éremtáblázata biatlonban | Az 1976. évi téli olimpiai játékok éremtáblázata biatlonban | Az 1976. évi téli olimpiai játékok éremtáblázata biatlonban | Olimpia  |
| ----------------------------------------------------------- | ----------------------------------------------------------- | ----------------------------------------------------------- | ----------------------------------------------------------- | ----------------------------------------------------------- | -------- |
|                                                             | Ország                                                      | Arany                                                       | Ezüst                                                       | Bronz                                                       | Összesen |
| 1.                                                          | Szovjetunió (URS)                                           | 2                                                           | 0                                                           | 1                                                           | 3        |
|                                                             |                                                             |                                                             |                                                             |                                                             |          |
| 2.                                                          | Finnország (FIN)                                            | 0                                                           | 2                                                           | 0                                                           | 2        |
|                                                             |                                                             |                                                             |                                                             |                                                             |          |
| 3.                                                          | NDK (GDR)                                                   | 0                                                           | 0                                                           | 1                                                           | 1        |
|                                                             |                                                             |                                                             |                                                             |                                                             |          |
| Összesen                                                    | Összesen                                                    | 2                                                           | 2                                                           | 2                                                           | 6        |

## Érmesek
| Az 1976. évi téli olimpiai játékok érmesei biatlonban |                                                                                                 |            |                                                                                 |            |                                                                            |            |
| Versenyszám                                           | Arany                                                                                           | Arany      | Ezüst                                                                           | Ezüst      | Bronz                                                                      | Bronz      |
| 20 km egyéni                                          | Nyikolaj Kruglov · Szovjetunió (URS)                                                            | 1:14:12,26 | Heikki Ikola · Finnország (FIN)                                                 | 1:15:54,10 | Alekszandr Jelizarov · Szovjetunió (URS)                                   | 1:16:05,57 |
| 4 × 7,5 km váltó                                      | Szovjetunió (URS) · Alekszandr Jelizarov · Ivan Bjakov · Nyikolaj Kruglov · Alekszandr Tyihonov | 1:57:55,64 | Finnország (FIN) · Henrik Flöjt · Esko Saira · Juhani Suutarinen · Heikki Ikola | 2:00:45,58 | NDK (GDR) · Karl-Heinz Menz · Frank Ullrich · Manfred Beer · Manfred Geyer | 2:04:08,61 |